# Олександр (Драбинко)
Олекса́ндр (у миру Драбинко Олександр Миколайович; нар. 18 березня 1977, Корець, Рівненька обл., УРСР) — український церковний діяч, архієрей Православної церкви України, митрополит Переяславський і Вишневський.
До 15 грудня 2018 — був архіреєм УПЦ (МП), митрополитом Переяславським і Вишневським.. З 1998 року був референтом митрополита Київського УПЦ (МП) Володимира[перевірити][уточнити], з 2006 року — його секретарем. У 2011—2012 — голова Відділу зовнішніх зв'язків (в.о. з 2010) та постійний член Синоду УПЦ (МП). 2006—2012 — головний редактор сайту церкви. 2006—2007 — голова місії «Синодальний відділ УПЦ (МП) у зв'язках з об'єднаннями громадян, суспільними та державними інституціями». 2009—2014 — член Міжсоборної присутності РПЦ.
Автор праць на тему розколу в українському православ'ї та автокефалії. Один з колишніх лідерів проукраїнського крила УПЦ (МП), зокрема, його «поміркованої» частини. Вважався «правою рукою» предстоятеля УПЦ (МП) митрополита Володимира (Сабодана).
Настоятель дерев'яного Храму УПЦ (МП) всіх святих на місці будівництва Кафедрального собору Воскресіння Христового та ставропігійного Храму Преображення Господнього в житловому масиві Теремки-2 в Києві.
15 грудня 2018 року взяв участь у Об'єднавчому соборі, де перейшов з УПЦ (МП) до ПЦУ.
4 березня 2019 року Синод ПЦУ призначив його єпархіальним архієреєм новоутвореної Переяславсько-Вишневської єпархії (Журнал № 16).

## Життєпис
Олександр Миколайович Драбинко народився 18 березня 1977 року в місті Корець, нині Рівненська область, Україна (тоді Ровенська область, Українська РСР, СРСР) в сім'ї службовців.
У 1994 році закінчив Корецьку середню загальноосвітню школу № 3 із золотою медаллю.
У 1994 по 1998 роки навчався у Московській Духовній Семінарії, яку закінчив за першим розрядом. З 1998 по 2002 роки навчався в Київській Духовній Академії.

### Початок служіння при митрополитові Володимиру
У 1998 році призначений референтом митрополита Київського і всієї України Володимира, предстоятеля УПЦ МП.
У 2002 році захистив дисертацію на тему «Православ'я в посттоталітарній Україні (віхи історії)». За цю наукову працю Вченою радою Київської Духовної Академії йому було присуджено вчений ступінь кандидата богослов'я.
З лютого 2003 року по листопад 2005 року — співавтор та ведучий телепрограми «Православний Міръ», що виходила в ефірі телеканалу «Ера» на замовлення Головної редакції інформаційних програм Української Православної Церкви.
20 травня 2004 року на свято Вознесіння Господнього в храмі на честь святої Марії Магдалини в Тверії (Свята Земля) митрополитом Київським Володимиром висвячений на диякона.
1 липня 2006 року призначений особистим секретарем предстоятеля УПЦ митрополита Володимира.
28 липня 2006 року (в день пам'яті святого князя Володимира) за Божественною Літургією в Успенському соборі Києво-Печерської лаври митрополитом Володимиром висвячений на священика у целібаті.
З 1 серпня 2006 року — головний редактор офіційного сайту Української Православної Церкви та шеф-редактор офіційного загальноцерковного друкованого видання «Церковна (православна) газета».
20 серпня 2006 року в Монастирі святого Пантелеймона на горі Афон митрополитом Київським і всієї України Володимиром пострижений в чернецтво з ім'ям «Олександр» на честь преподобного Олександра Свірського. 28 серпня за богослужінням в Києво-Печерській лаврі зведений в сан ігумена і нагороджений хрестом з прикрасами. 24 вересня за богослужінням в Зимненському монастирі зведений в сан архімандрита. 7 січня 2007 року нагороджений другим хрестом з прикрасами.
Рішенням Священного Синоду УПЦ (МП) від 22 листопада 2006 року призначений головою новоствореної місії «Синодальний відділ УПЦ по зв'язках з об'єднаннями громадян, суспільними та державними інституціями». 1 травня 2007 року Синод визнав існування місії недоцільним і скасував своє попереднє рішення про її створення.

### Архієрейське служіння до 2011 року
Рішенням синоду УПЦ МП від 14 грудня 2007 року призначений єпископом Переяслав-Хмельницьким, вікарієм Київської митрополії. 19 грудня року в Трапезному храмі Києво-Печерської лаври висвячений на єпископа Переяслав-Хмельницького.
У 2008 році призначений настоятелем дерев'яного Храму всіх святих на місці будівництва Кафедрального собору Воскресіння Христового.
27 липня 2009 року призначений членом Міжсоборної присутності РПЦ
З січня 2010 року згадується, як виконувач обов'язків голови Відділу зовнішніх церковних зв'язків УПЦ.
У 2010 році став настоятелем ставропігійного Храму Преображення Господнього в київському жилому масиві Теремки-2, який було зведено громадою Церкви святих Бориса і Гліба УАПЦ на чолі з отцем Юрієм Бойком. Однак, власник землі, на якій було збудовано храм, народний депутат від Партії Регіонів Ігор Лисов, передав церкву УПЦ (МП).
19 грудня 2010 року під час Служби Божої в крипті Базиліки святого Миколая в Барі (над його мощами) зведений в сан архієпископа. Невдовзі після цього російський богослов і місіонер протодиякон Андрій Кураєв висловив припущення, що невдовзі архієпископ Олександр стане Керівником справами Української Православної Церкви.
Рішенням синоду УПЦ МП від 14 червня 2011 року затверджений головою Відділу зовнішніх церковних зв'язків УПЦ МП і постійним членом синоду з титулом «Переяслав-Хмельницький і Вишневський».

### Після погіршення здоров'я митрополита Володимира
Під час хвороби митрополита Київського Володимира (Сабодана) на засіданні Синоду 23 грудня 2011 року призначений головою комісії, яка мала тимчасово керувати Київською єпархією, а також відповідальним за лікування предстоятеля перед синодом. На засіданні 26 січня 2012 року рішення про створення комісії з управління Київською єпархією скасоване як таке, що суперечить статуту УПЦ МП. Тоді ж Синод звільнив Драбинка з посади настоятеля Храму всіх святих на місці будівництва Кафедрального собору Воскресіння Христового «з метою вдосконалення адміністративно-фінансової діяльності при будівництві собору» після доповіді митрополита Вишгородського Павла (Лебедя) про результати аудиторської перевірки фінансування будівництва. 20 лютого Релігійно-інформаційна служба України опублікувала лист митрополита Володимира, в якому він скасував наступне засідання Синоду, скликане найстаршим після нього за хіротонією членом митрополитом Одеським Агафангелом (Саввіним) на 21 лютого. За свідченням джерела газети «Сегодня», цей лист був ініційований архієпископом Олександром. Видання також опублікувало карикатурний вірш, підписаний іменем Драбинка, в якому члени Синоду митрополити Агафангел, Павло та Іларіон зображені в образах «Привоз», «Малина» і «Колхоз» відповідно.
21 лютого засідання Синоду таки відбулося після того, як його члени відвідали митрополита Володимира в лікарні. Було ухвалено рішення звільнити Олександра з посад голови Відділу зовнішніх церковних зв'язків УПЦ МП та головного редактора офіційного сайту церкви, його також було виведено зі складу постійних членів Священного Синоду. В рішенні йдеться, що воно ухвалено, зважаючи на смуту, яку вносить в життя УПЦ діяльність Преосвященного Олександра:
|  | Його деструктивні дії та недостойна поведінка, інтриганство і спосіб життя сіють смуту і підозру серед єпископату та духовенства, породжують велику спокусу серед вірян. Користуючись посадою секретаря Предстоятеля УПЦ, постійного члена Священного Синоду Української Православної Церкви і голови ВЗЦЗ УПЦ, він дозволяє собі в ефірі світських загальнонаціональних засобів масової інформації, які і без того ставляться до нашої Церкви з необґрунтованою упередженістю, відкрито виступати з критикою рішень Вищої Церковної влади, штучно протиставляючи Священний Синод Української Православної Церкви її Предстоятелю, що є наклепом на соборний розум Церкви і хулою на Духа Святого. Він дозволяє собі недвозначно порочити своїх співбратів-архіпастирів, членів Священного Синоду УПЦ, організовує публікацію в антицерковних ЗМІ строго конфіденційних церковних документів, призначених для ознайомлення виключно членам Священного Синоду. Чисельні спроби братського напоумлення з боку членів Священного Синоду УПЦ та співбратів-архієреїв не мали належного результату. |

Багатьма світськими ЗМІ таке рішення було розцінене як свідчення існування суттєвих протиріч в УПЦ (МП) і конфлікту між промосковськими та проукраїнськими партіями всередині неї, а також намагання Московської патріархії на чолі з патріархом Кирилом (Гундяєвим) звузити свободу управління автономної УПЦ (МП).
Після повернення митрополита Володимира до справ, у листопаді 2012 року архієпископ Олександр знову згадується на офіційному сайті УПЦ (МП) як настоятель Храму всіх святих на місці будівництва Кафедрального собору в Києві.
25 квітня 2013 року Священний Синод ухвалив рішення зняти з архієпископа Олександра звинувачення: «Враховуючи особливі обставини засідання Священного Синоду від 21.02.2012 року, відізвати довідку до Журналу № 23 засідання Священного Синоду від 21.02.2012 року».
Наприкінці червня 2013 року архієпископ Олександр (Драбинко) фігурував в історії навколо викрадення двох монахинь Покровського монастиря включно з настоятелькою, пов'язану з аферами з продажу автомобілів Lexus. 14 червня монашки нібито приїхали в лавру на запрошення архієпископа Олександра, після чого зникли на три доби. В кримінальній справі, відкритій за фактом викрадення, архієпископ проходив як свідок. ЗМІ та деякі оглядачі, а також предстоятель УПЦ КП патріарх Філарет у своїй офіційній заяві звинуватили проросійські сили всередині церкви в роздуванні скандалу і намаганні вчергове скомпрометувати митрополита Володимира через тиск на архієпископа Олександра (Драбинка).
У 2016 р. народний депутат Новинський напав на Драбинка, погрожував та нецензурно ображав його у місті Корець.
Також у 2016 р. Драбинко заявив про ряд зловживань в УПЦ (МП): «Наскільки мені відомо, сьогодні в Україні є два відомих політики, які, на думку експертів, лобіюють в Україні російські інтереси. Це — Віктор Медведчук та Вадим Новинський (…) Свого часу під настійливим впливом Віктора Нусенкіса Блаженніший Митрополит ухвалив рішення про звільнення з посади голови відділу зовнішніх церковних зносин УПЦ архимандрита Кирила Говоруна, з подальшим „поверненням“ його, буцімто за запитом Патріарха Кирила, до Москви. Це рішення було продиктоване ззовні й за ним стояла сила, яка тоді злякалася можливості діалогу між УПЦ і Київським Патріархатом. Як засвідчила історія, це рішення було помилковим і, врешті-решт, незаконним. Через Синод воно не проходило, і скажу по-правді, це кадрове рішення Віктор Нусенкіс отримав обманним шляхом»..
У листопаді 2016 року Синод УПЦ (МП) видав заяву, у якій йдеться, що митрополит Олександр поширював «плітки і наклеп», а також став джерелом «інформаційного бруду».
8 грудня 2016 року Верховна Рада задовольнила подання Генпрокурора про надання згоди на притягнення до кримінальної відповідальності народного депутата з фракції Опозиційний блок Вадима Новинського, яке підтримали 228 депутатів. Новинський, за даними ГПУ, був співучасником у викраденні особистого помічника покійного предстоятеля УПЦ Володимира, архієпископа Переяслав-Хмельницького і Вишневського Олександра Драбинка. Досудове розслідування проти Новинського проводиться одразу за трьома статтями Кримінального кодексу, за якими йому загрожує до 10 років позбавлення волі..

### Після об'єднавчого собору
У травні 2019 митрополит Олександр подав позов проти глави УПЦ (МП) Онуфрія щодо захисту честі і гідності. «Оскільки у Зверненні Синоду РПЦвУ вкрай негативно згадано моє ім'я, відразу після публікації Звернення я звернувся з відкритим листом до Блаженнішого Митрополита Онуфрія та до всього єпископату Української Православної Церкви, в якому вказав на безпідставність звинувачень та їх вигаданий, наклепницький характер», — йшлось в заяві митрополита ПЦУ. Митрополит Олександр пояснив. що відповіді на свій лист до УПЦ (МП) він не отримав, тому вирішив позиватися до суду.
Також у травні 2019 він заявив, що Вселенський патріарх не відкличе томос у Православної церкви України, оскільки такої процедури не існує.
«Визнання помісного статусу України Елладською Православною церквою — це друга визначна подія після вручення Томосу Патріархом Варфоломієм», — сказав митрополит Олександр у жовтні 2019 року.
У січні 2020 року митрополит Олександр подарував нововисвяченому єпископу УГКЦ Стефану (Сусу) панагію, яка раніше належала Митрополиту Володимиру (Сабодану).
11 жовтня 2020 року з нагоди 10-ліття освячення Преображенського собору отримав від предстоятеля ПЦУ митрополита Епіфанія Орден святого архістратига Божого Михаїла I ступеня.
Входить до Поважної ради Громадської ініціативи «Орден святого Пантелеймона».

## Погляди
Архієпископа Олександра вважали одним з лідерів проукраїнського крила в УПЦ (МП), прихильником розширення її автономії, як шляху до проголошення автокефалії. Погляди митрополита еволюціонували з роками. Раніше він заявляв про нинішню передчасність проголошення автокефалії: 
|  | З автокефалізацією УПЦ на базі низки єпархій нашої Церкви в Східному і Південному регіонах може бути створена багатотисячна «Південно-Східна Митрополія», що виділиться з УПЦ і наполягатиме на прямому підпорядкуванні Московському патріарху. Чи принесе це користь українському православ’ю та справі його консолідації? І чи маємо ми моральне право, знаючи про реальні настрої в цих регіонах, провокувати такий розвиток подій? Переконаний, що розглядати питання про новий статус УПЦ сьогодні передчасно. Набуття канонічної самостійності ціною поділу в самій УПЦ — це шлях ослаблення церкви. |

Митрополита називають ініціатором засудження «політичного православ'я» на Соборі єпископів Української православної церкви у 2007 році, та зокрема, діяльності громадської організації «Союз православних громадян України» та її лідера Валерія Каурова.

## Нагороди

### Державні
- Орден князя Ярослава Мудрого V ст. (13 січня 2019) — за значний внесок в утвердження духовності, милосердя та міжконфесійної злагоди, вагомі особисті заслуги у розбудові незалежної Православної Церкви України, багаторічне сумлінне служіння Українському народові[48]
- Орден «За заслуги» II ст. (22 січня 2013) — за значний особистий внесок у соціально-економічний, науково-технічний, культурно-освітній розвиток Української держави, вагомі трудові досягнення, багаторічну сумлінну працю[49]
- Орден «За заслуги» III ст. (23 жовтня 2009) — за вагомий особистий внесок у соціально-економічний та культурний розвиток України, високий професіоналізм та багаторічну сумлінну працю[50]. Вручення відбулося 21 січня 2010 року в Києво-Печерській лаврі[51].

### Церковні
- Орден святого архістратига Божого Михаїла I ступеня (11 жовтня 2020).[45]

## Праці
- Православие в посттоталитарной Украине (вехи истории) [Архівовано 27 листопада 2011 у Wayback Machine.] (рос.) — кандидатська дисертація
- Чому розкольницькі угрупування в Україні називаються неканонічними [Архівовано 5 березня 2013 у Wayback Machine.] (2005)
- Бог, Человек, Церковь (2013)
- Бути вдячним Богові (2017)
- Українська Церква: шлях до автокефалії (2019)

Під загальною редакцією вийшли:
- «Літопис Української Православної Церкви» (2006–2007)
- «Таков нам подобаше Архиерей» (рос.) (2007)
- «Украинская Православная Церковь: 15 лет соборности» (рос.) (2007)
- «Святині української землі» (2006)

## Корупція
2023 року в розслідуванні журналісти УП дійшли висновку, що Драбинко продав будинок депутату Павлу Халімону за значно заниженою ціною.